# موجوق اوبا
موجوق اوبا (به ترکی آذربایجانی: Mucuqoba) یک منطقه مسکونی در جمهوری آذربایجان است که در شهرستان قوسار واقع شده است. موجوق اوبا ۳۳۱ نفر جمعیت دارد.